# Červený šátek

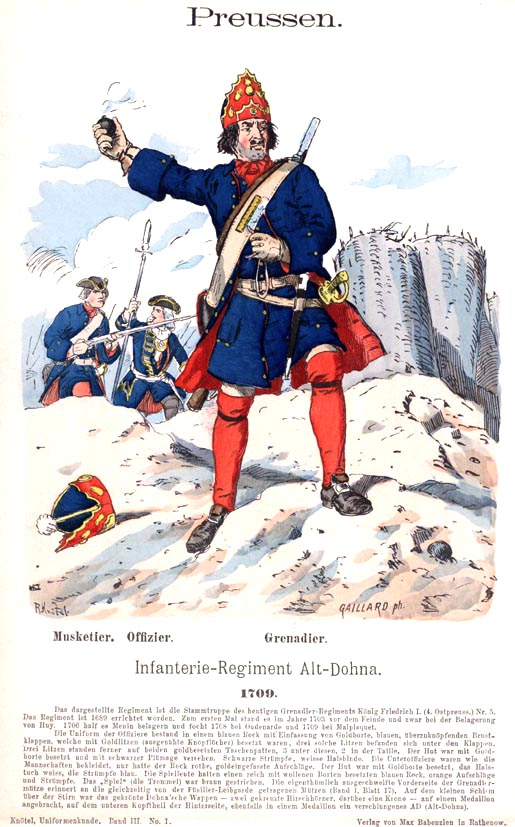
Pěšák pruské armády

Červený šátek na krku býval viditelným znakem rekruta (odvedence do armády) pruské infanterie. Nosili jej i řadoví vojáci nebo vysloužilci, kteří po propuštění z armády žili většinou v bídných poměrech, ale červený šátek jim dodával sebevědomí a sloužil jako poznávací znamení.
V Československu byl symbol armádního červeného šátku použit zprvu v mládežnické levicové organizaci Spartakovi skauti práce. V roce 1949 jej převzala Pionýrská organizace ČSM založená Komunistickou stranou Československa. Východoněmečtí pionýři ale nosili šátky modré.

## Hromadná emigrace pod ochranou červeného šátku
V prosinci roku 1740 armáda pruského krále Fridricha II. Velikého vtrhla do Slezska a začaly Války o rakouské dědictví. V té době násilná rekatolizace v českých zemích vedla do žalářů přeplněných zmučenými evangelíky, k ženám i mužům přikovaným ke kládám či kárám na nucených otrockých pracích a k dětem, jež byly katolickou vrchností posílány na převýchovu neznámo kam. Už Fridrich Vilém I., otec Fridricha II. Velikého, poskytl útočiště pobělohorským exulantům, proto vojáci pruského krále ve slezských válkách osvobozovali tyto vězně svědomí, scelovali jejich rodiny a poskytovali jim pomoc i ochranu všude, kde to bylo možné. Po schůzce mluvčího tajných evangelíků (listopad 1741, Hradec Králové) s pruským generálem Christophem Wilhelmem von Kalcksteinem dal Fridrich II. Veliký kazateli Janu Liberdovi plnou moc k organizování hromadné emigrace českých protestantů do nově získaného území, tj. do Pruského Slezska. Prvním shromaždištěm těchto exulantů se stal Münsterberg.
Bývalo běžné, že cizí vojsko na dobytém území verbovalo místní muže, aby doplnilo své stavy. Červený šátek na krku rekruta viditelně oznamoval, že jeho nositel patří jen armádě a žádná vrchnost už nad ním nemá moc. Zájemci o emigraci z řad skryté církve dostali od „nepřátelské“ pruské armády kromě krycích červených šátků a rekrutských pasů i slib, že v exilu (v pruském království) nebudou podléhat branné povinnosti. Poté odcházely do vyhnanství celé rodiny s Biblí kralickou (která byla na indexu) v ruce, s šátkem na krku a s důvěrou v poctivost slibů pruského krále Fridricha II. Velikého.
Za zmínku stojí i skutečnost, že za vlády Marie Terezie byla patentem ze dne 12. srpna 1773 uzákoněna vojna jako nápravný prostředek pro zatvrzelé nekatolické „kacíře“.

## Písně
Červený šátečku kolem se toč. Má milá se hněvá. Já nevím proč. Tralala červená fiala. Tralala fialenka.
Tato píseň je torzem české lidové písně, která – ačkoli se je jeví jako veselá – veselá není. Píseň je o končícím vztahu a o vojně. Vojenská síla byla odjakživa nástrojem „pánů“ a slovo „vojna“ byl ve starší češtině široký pojem znamenající jak armádu, tak válku. Verze zachovaná potomky českých exulantů pokračovala: Jen se mi, má milá, dobře chovej. Koupím ti prstýnek celej zlatej! Já se ti, můj milý, dobře chovám. Dal si mi šáteček, už ho nemám... Když jsem si v potoce ruce myla, šátek jsem do vody upustila. Tralala.
V českých pionýrských písních jsou šátky šťastného mládí opěvovány jako rudé, např.: Rudé máme na krku šátky jako rozkvetlý vlčí mák.

## Galerie

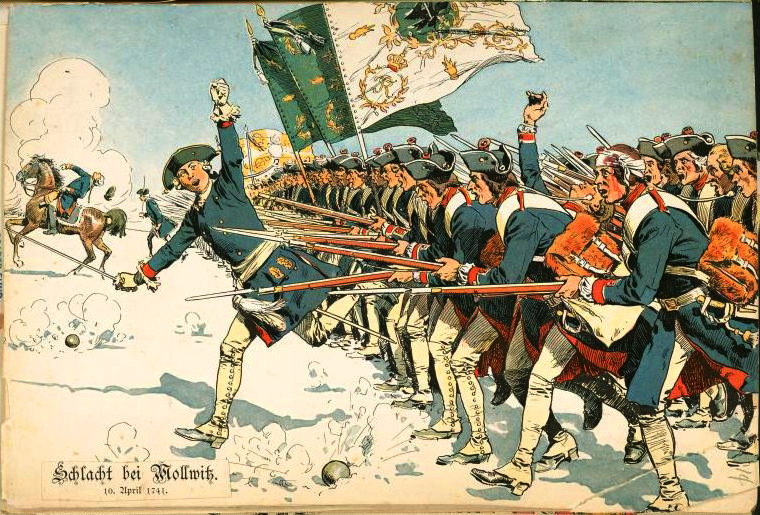
Pruská armáda, 1741
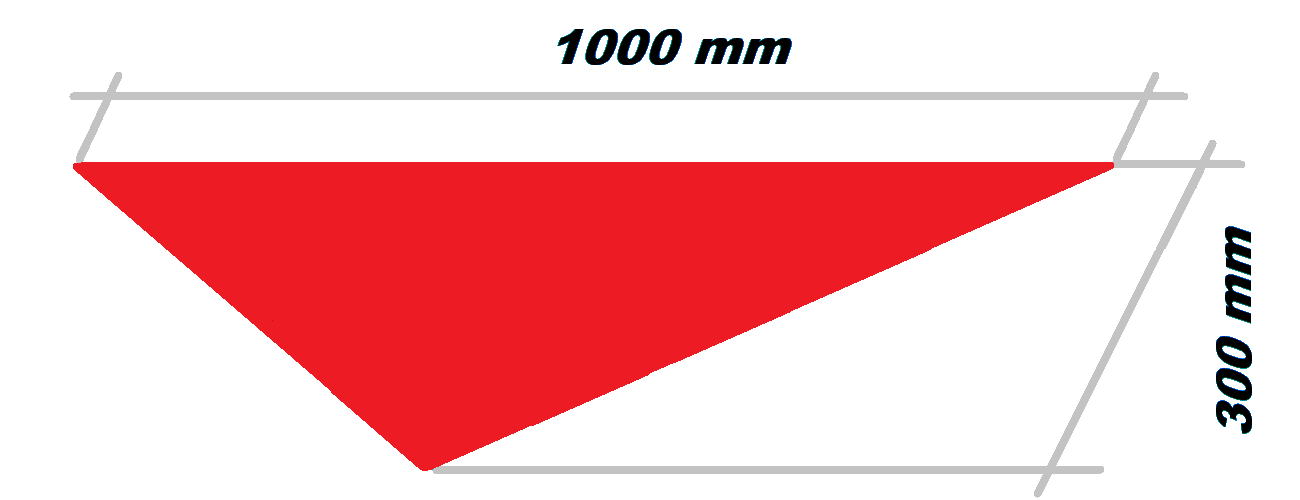
Pionýrský šátek
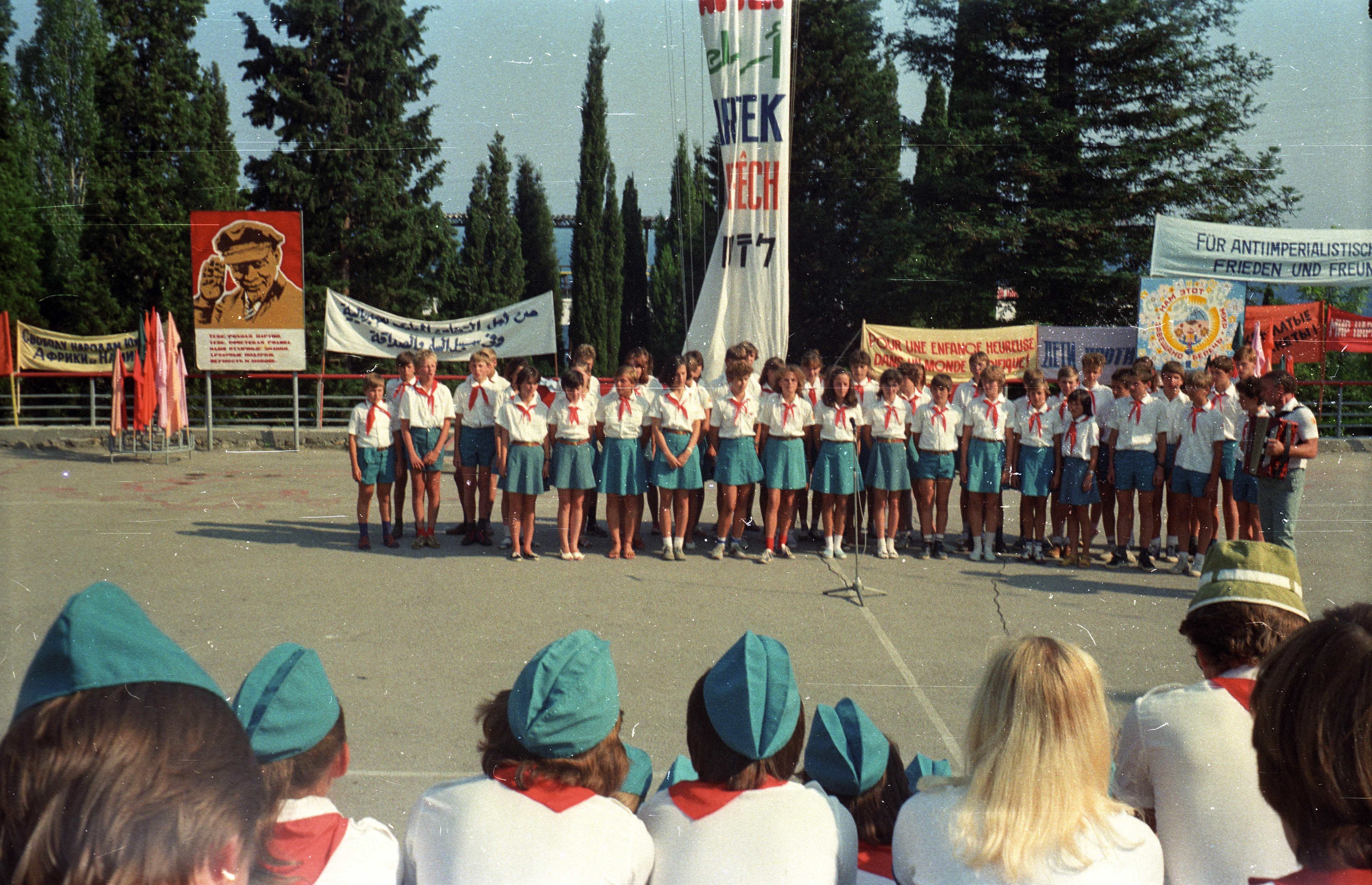
Artěk, asi 1985
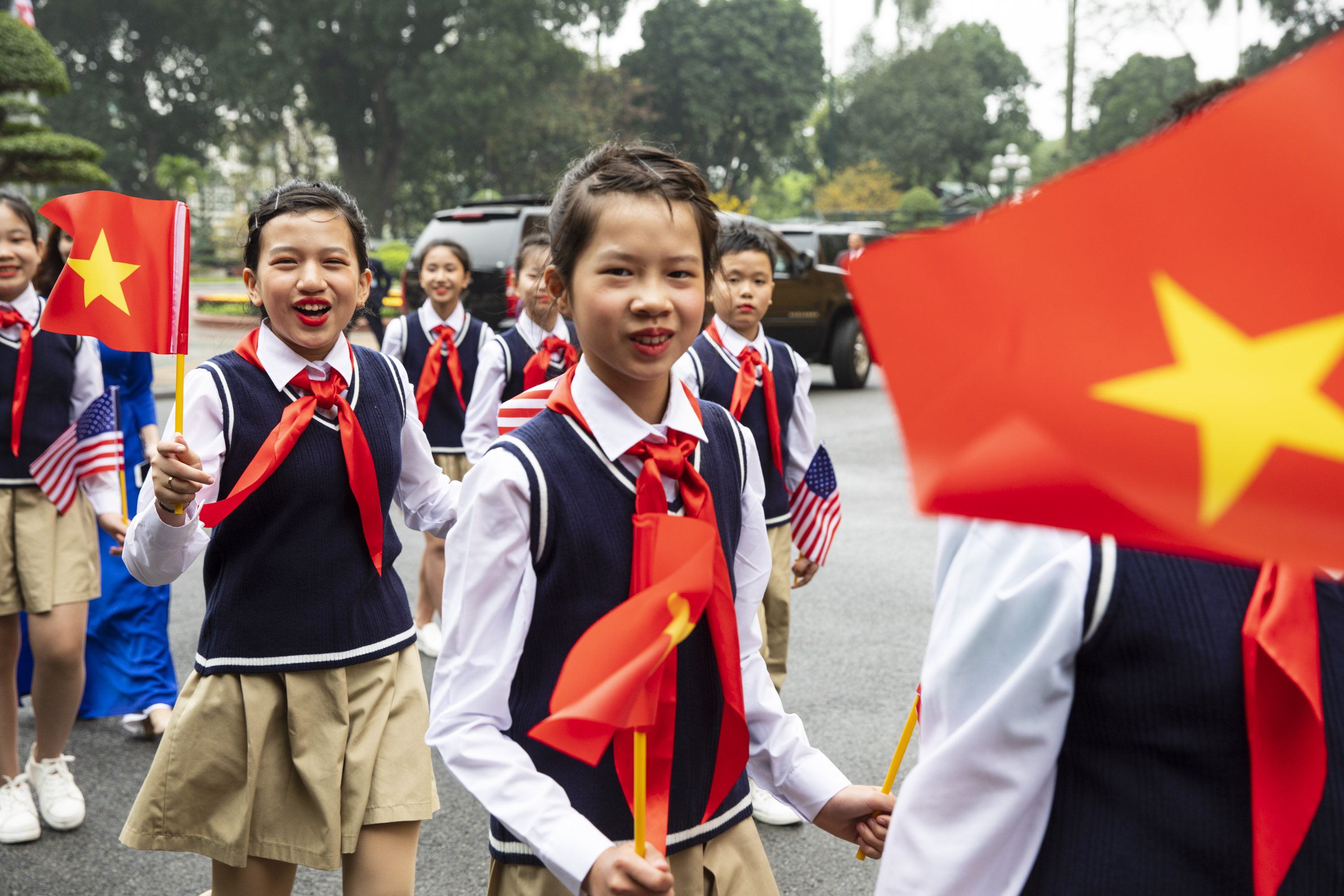
Hanoj, 2019
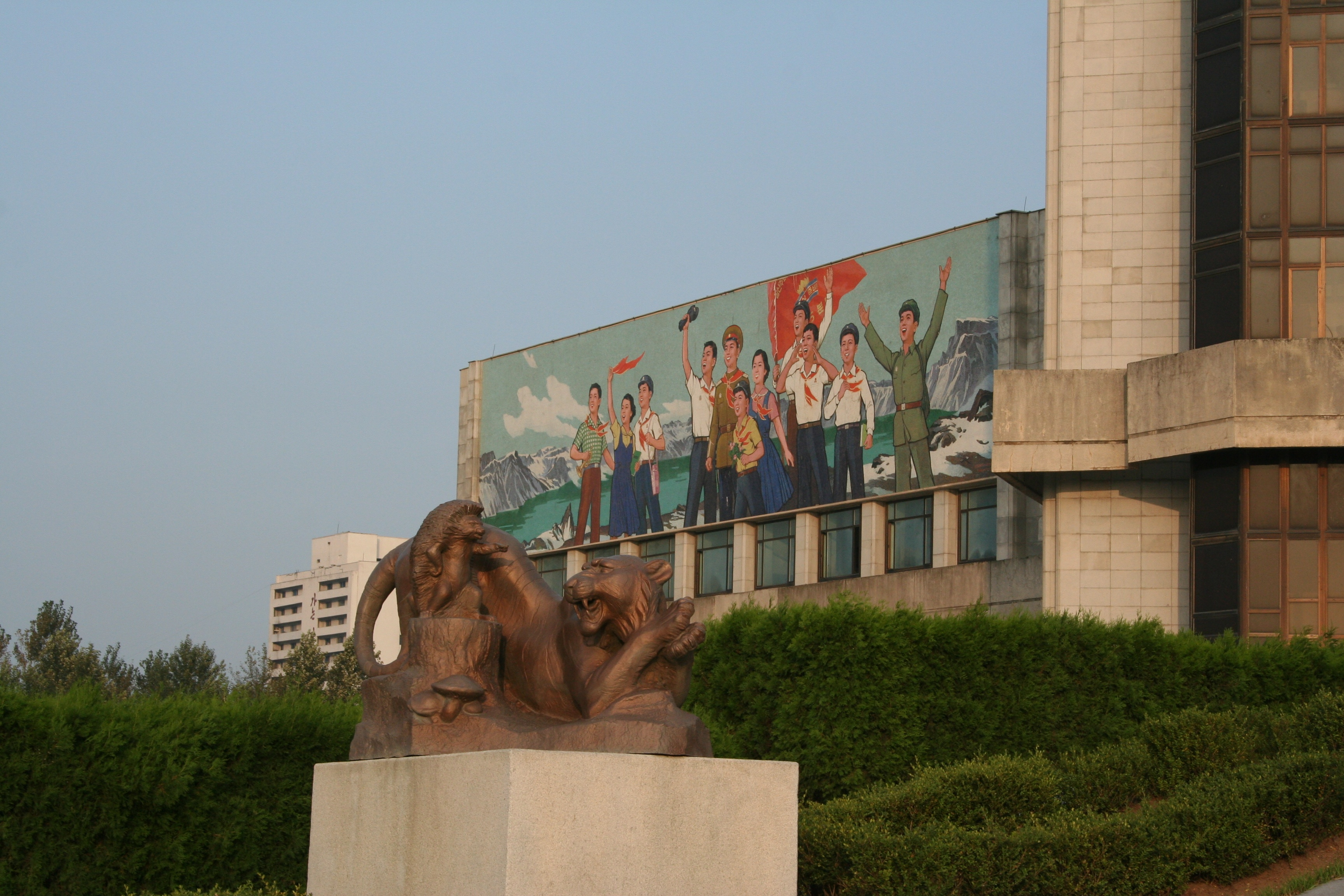
Pchongjang, 2011
Kyjev, 1975
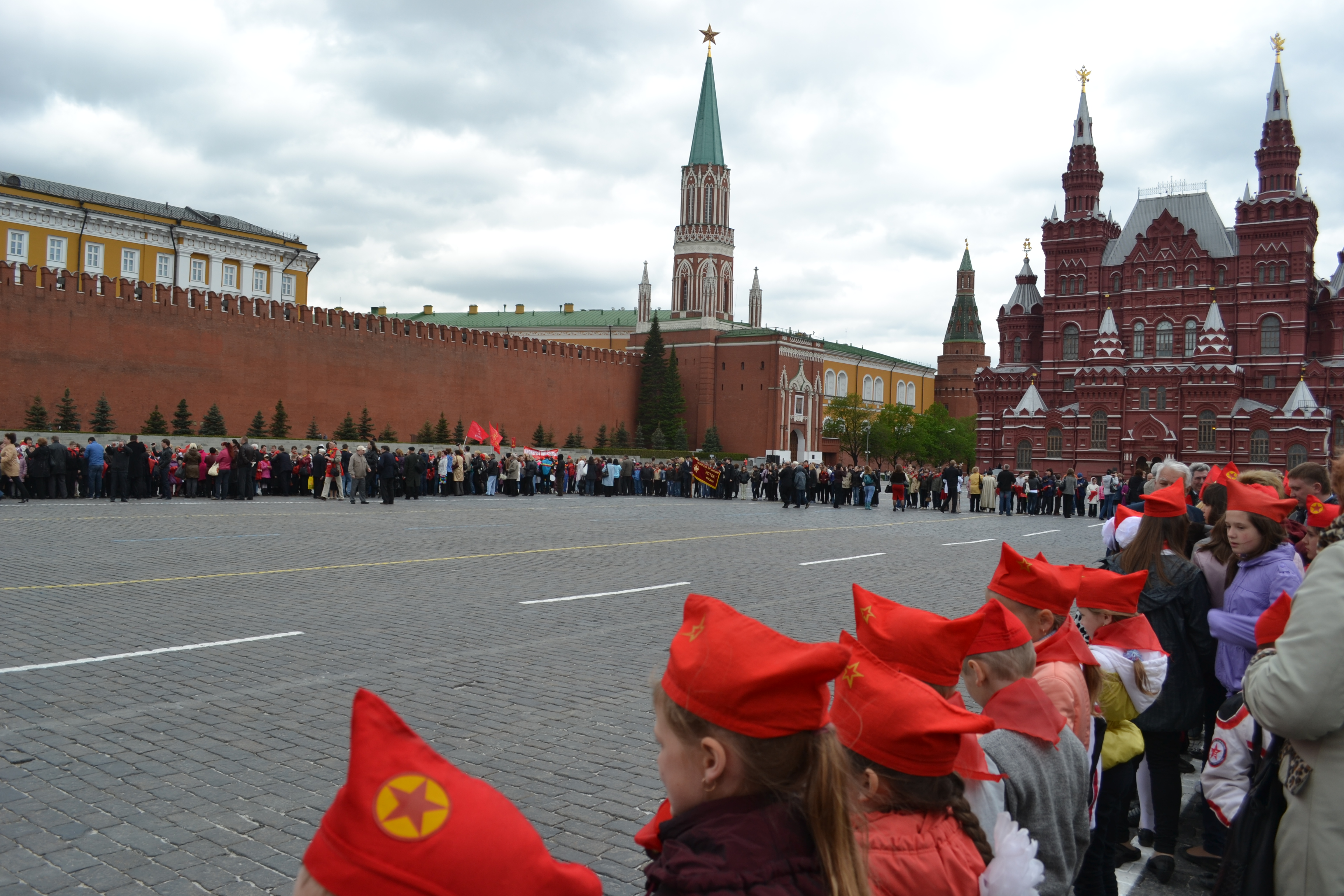
Rudé náměstí, 2011
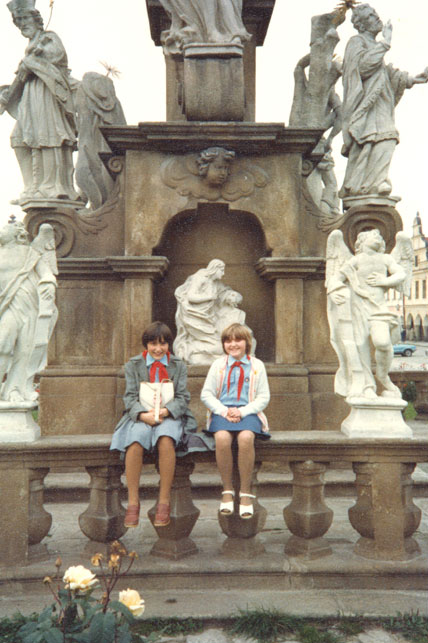
Cizinky na Karlově mostě